# Das Buch von guter Speise

Erste Seite aus dem buoch von guoter spîse, um 1350.

Das Buch von guter Speise oder Bůch von gůter spîse – nach dem mittelhochdeutschen Textbeginn „diz buoch (sagt) von guoter spise“ benannt – und auch Würzburger Kochbuch genannt, ist das erste (um 1350) in deutscher Sprache verfasste „Kochbuch“. Es ist Teil des Hausbuchs des Michael de Leone, einer sich heute in der Universitätsbibliothek München unter der Signatur 2° Cod. ms. 731, Cim. 4 befindenden Sammelhandschrift.

## Überlieferung
Das buoch von guoter spîse befindet sich auf den Blättern 156r – 165v als 21. Kapitel im Hausbuch des Michael de Leone, in älterer Forschung als „Würzburger Liederhandschrift“ bezeichnet. Man geht davon aus, dass das Buch von guter Speise  vom Hauptschreiber B stammt, dem man 200 der 285 Blätter des zweiten Bandes zuschreibt. Hinter den Korrekturen, die sich durch schwarze Tinte deutlich vom Rest des Textes abheben, vermutet man Michael de Leone (um 1300–1355). Dieser war Auftraggeber der Handschrift, die zwischen 1347 und 1350 unter Koordination von Michaels Schreiber Gyselher entstanden ist und bis 1354 durch Nachträge ergänzt wurde. Das Gesamtwerk umfasste ursprünglich zwei Bände, gegliedert in 33 Kapitel, von denen jedoch nur der zweite Band (Kapitel 1 und 15–33) erhalten blieb. Vom ersten Band (Kapitel 2–14) sind lediglich einige Fragmente erhalten, jedoch lässt sich dessen Inhalt aufgrund des Inhaltsverzeichnisses im zweiten Band rekonstruieren. Fünf Blätter dieser Fragmente befinden sich in der Staatsbibliothek München (Cgm. 195/I), ein weiteres Blatt ist im Besitz des Germanischen Nationalmuseums Nürnberg (Hs. 9030). Der vollständige zweite Band befindet sich in der Universitätsbibliothek München (2° Cod. ms. 731, Cim. 4).

### Parallelüberlieferungen
Neben dem buoch von guoter spîse entstanden ab dem 14. Jh. weitere Kochrezeptsammlungen, die unter anderem dieselben Rezepte (wenn auch in abgeänderter Form) enthalten wie das Buch von guter Speise. Mal sind es nur einzelne Rezepte, sogenannte Streuüberlieferung, die in die Sammlungen aufgenommen wurden, mal sind es ganze Rezeptblöcke, die sich ähneln. Die vier Handschriften mit den häufigsten Übereinstimmungen sind:
- Dessau, Landesbücherei, Hs. Georg. 278. 2°[7]

Auf den Blättern 123v bis 132v findet sich in dieser Handschrift aus der ersten Hälfte des 15. Jahrhunderts ein „Buch von guter Speise“. Nicht nur sind die darin enthaltenen 66 Rezepte dieselben wie im Buch von guter Speise, sie sind auch in derselben Reihenfolge angeordnet. Die Unterschiede liegen zum Beispiel in der Verkürzung, Vereinfachung oder Auslassung von bestimmten Rezepten. Dennoch liegt die Vermutung nahe, dass es sich hierbei um eine Abschrift des Buches von guter Speise handeln könnte.
- Wien, Österreichische Nationalbibliothek, Cod. 4995[9]

In der Handschrift, entstanden um 1450, befindet sich auf den Blättern 191r bis 224v eine Rezeptsammlung von 169 Rezepten, die unter dem Namen „Mondseer Kochbuch“ bekannt ist. Der Name leitet sich von einer Randnotiz auf Blatt 238v ab, in der vermerkt ist, Frater Benedictus aus dem niederbayerischen Benediktinerkloster Biburg habe das Buch dem Kloster Mondsee im Jahr 1453 geschenkt.
86 der Rezepte sowie die gereimte Vorrede sind identisch mit dem Buch von guter Speise, auch wenn sie sprachlich angepasst wurden. Zum Beispiel wurden unübliche oder fremdartig klingende Titel von Rezepten durch einfachere, anschaulichere ersetzt.
- Wien, Österreichische Nationalbibliothek, Cod. 2897[13]

Das „Wiener Kochbuch“ mit 286 Rezepten ist auf den Blättern 1r – 29v dieser Sammelhandschrift aus der ersten Hälfte des 15. Jahrhunderts enthalten. Der Schreiber nutzte mehrere Quellen als Vorlage, darunter auch das Buch von guter Speise, das mit 48 Rezepten vertreten ist. Allerdings wurden die Rezepte nicht in derselben Reihenfolge wiedergegeben, sondern verteilen sich über das ganze Kochbuch.
- Berlin, Staatsbibliothek, mgq. 1187

Die Handschrift, entstanden in der ersten Hälfte des 15. Jh., enthält auf den Blättern 71r – 112v eine Kochrezeptsammlung, die bei 48 Rezepten Parallelen zum Buch von guter Speise aufweist.

## Aufbau
Das buoch von guoter spîse besteht aus zwei Teilen und enthält insgesamt 101 Rezepte.
Der erste Teil (fol. 156r–162v) beinhaltet 55 Rezepte und zwei Scherzgerichte. Er wird von einer gereimten Vorrede und der Schlussbemerkung „diz ist ein guot lere von guoter spise“ umschlossen. Der zweite Abschnitt (fol. 162r–165v) mit 44 Rezepten hat keine gesonderte Einleitung oder Vorrede, wird aber durch die Anmerkung „Hie get vz die lere von der kocherie“ abgeschlossen.
Obwohl am Ende des ersten Teils noch Zeilen auf dem Blatt zur Verfügung standen, setzte der Schreiber erst auf der nächsten Seite fort. Diese Unterbrechung sowie der unterschiedliche Stil, Inhalt und Wortschatz der beiden Teile deuten auf mindestens zwei Quellen hin, deren sich der Schreiber bediente.

## Inhalt
Das buoch von guoter spîse beginnt mit einem 22 Zeilen umfassenden Prolog. Darin wird die Intention der Kochrezeptsammlung deutlich gemacht. Es sollen die Personen von dem Buch profitieren, die in der Kochkunst nur wenig bewandert sind:
| Diz buoch sagt / von guoter spise           | Dieses Buch spricht von guten Speisen. |
| Daz machet / die vnverrihtigen koeche wise. | Das macht die unfertigen Köche weise.  |
| Ich wil vch vnderwisen.                     | Ich will euch unterweisen.             |
| von den kochespisen.                        | Von den Kochspeisen,                   |
| der sin niht versten kan.                   | der sie nicht verstehen kann.          |

Jedoch fällt bei genauerer Betrachtung auf, dass sich die Rezepte eher an bereits erfahrene Köche richten. So sind, wie für mittelalterliche Rezepte üblich, kaum Maß- oder Zeitangaben vorhanden. Die Zubereitung bestimmter Zutaten, wie Mandelmilch oder Krapfenteig, wurden ebenfalls nicht in die Rezeptsammlung aufgenommen, sondern als Basiswissen angesehen.
Der erste Teil bemüht sich noch um den didaktischen Charakter. Am Beispiel der Gewürze lässt sich z. B. feststellen, dass diese namentlich genannt werden, insgesamt 19 verschiedene. Im zweiten Teil, der zunehmend skizzenhafter wird, sind es nur noch vier Gewürze (Safran, Pfeffer, Galgant und Veilchen). Stattdessen wird der allgemeine Begriff „wuertze“ verwendet, der das Wissen von der richtigen Gewürzmischung voraussetzt.
Den Abschluss des ersten Teils bilden zwei Rezeptparodien, eines in Prosaform, das andere gereimt. Womöglich eine Art Belohnung für all diejenigen, die den „Kochkurs“ erfolgreich abgeschlossen haben:
| Ein guot lecker koestelin. So mache zvom iuengesten ein klein. lecker koestelin. von stichellinges magin vnd mucken fuezze vnd lovinken zvngen meysen beyn vnd froesche an der keln. so mahtu lange on sorgen leben. | Eine gute, leckere Köstlichkeit. So mach zum Schluss eine kleine, leckere Köstlichkeit aus dem Magen eines Stichlings und aus Mückenfüßen und Finkenzungen, aus Meisenbein und Froschkehlen. So kannst du lange und ohne Sorgen leben. |

Während im ersten Teil kaum eine Ordnung ersichtlich ist, wird im zweiten Abschnitt bereits eine  Einteilung vorgenommen. Die Rezepte 55–85 bestehen aus Fastenspeisen, wobei diese durch einige Rezepte für blamensir unterbrochen werden. Dabei handelt es sich um Blanc manger, eine im Mittelalter populäre Speise aus weißen Zutaten:
| Der woelle machen einen blamenser. der neme dicke mandelmilch. vnd huener brueste geceyset. vnd tuo daz in die mandelmilch. vnd ruere daz mit ris mele. vnd smaltz genuoc. vnd zuckers tuo genuoc dar zuo. daz ist ein blamenser. | Wer einen blamenser machen will, der nehme eingedickte Mandelmilch und kleingehackte Hühnerbrüste und gib sie in die Mandelmilch und rühre Reismehl ein, mit genügend Schmalz, und gib genug Zucker dazu. Das ist ein blamenser. |

Ab Rezept 86 beginnen schließlich Gerichte für Fleischspeisen.
Innerhalb dieser beiden Gruppen ist ebenfalls eine lockere Ordnung ersichtlich, die sich nach Zutaten oder Zubereitungsarten (z. B. Fischgerichte, Krapfenfüllungen, Obstspeisen) richtet.
Eine Besonderheit stellen die beiden vorletzten Rezepte des zweiten Teils dar. Es sind Schaugerichte, die das Können und die Kunstfertigkeit des Kochs unter Beweis stellten. Z.B. gibt das Rezept Nr. 95 Auskunft über das Anrichten eines Kalbskopfs, der auf einem zweistöckigen Apfel-Fleischfladen platziert, mit Blumen aus Eiweiß bestreut und mit weiteren kleinen Küchlein dekoriert wird.
An diesem Beispiel wird deutlich, dass die Speisen des buoch von guoter spîse aus der Küche der städtischen Oberschicht und des Adels kommen. Aber auch kostbare Nahrungsmittel, wie aus dem Orient importierte Gewürze (z. B. Pfeffer, Safran, Nelken), oder die Zubereitung von Wildbret (z. B. Fasan, Hirsch, Rebhuhn), dessen Verzehr dem Adel vorbehalten war, weisen auf die Herkunft der Gerichte hin.